# Al-Ahzab
Al-Ahzab (língua árabe: سورة الأحزاب) Os Clãs, as forças combinadas é a trigésima terceira sura do Alcorão com 73 ayat.